# قروتشاه السفلي (أيل غورك)
قروتشاه السفلی (بالفارسية: قروچاه سفلی) هي قرية تقع في إيران في قسم أيل غورك الريفي. يقدر عدد سكانها بـ 213 نسمة بحسب إحصاء 2016.